# Тандзиа
Тандзиа (груз. ტანძია) — грузинское село, располагается в долине реки Храми в Болнисском муниципалитете края Квемо-Картли Грузии.
От основной трассы, от села Квеши, сюда ведёт 7 километров бетонной дороги.
Тандзия находится на высоком месте, строения села сильно разбросаны по холмам, оттуда хорошие виды на юг и на ущелье реки Храми.

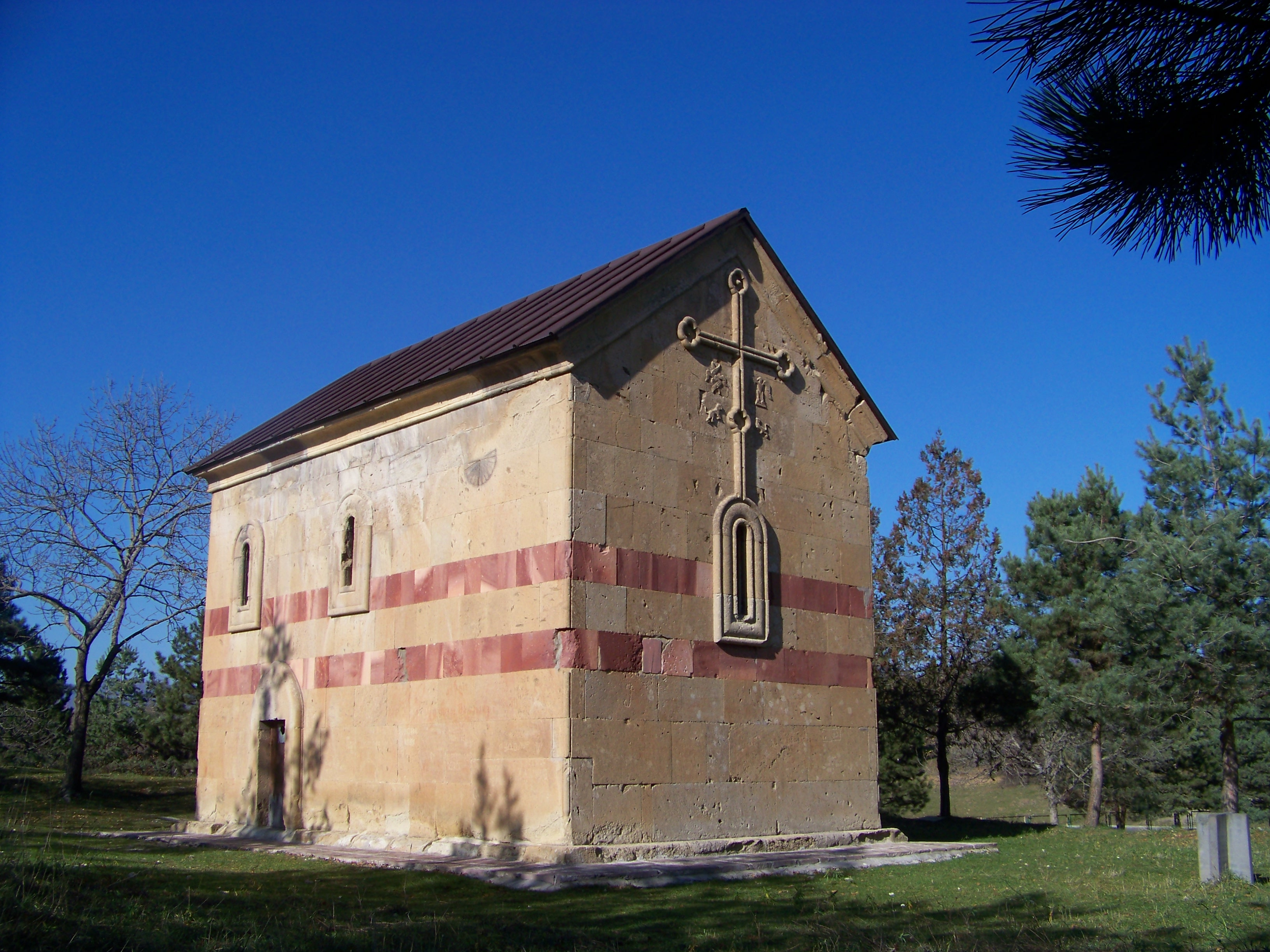
Церковь Св. Николая, 2010 год

В селе находится литературный музей, в котором представлены различные материалы, связанные с политическим деятелем и учёным Сулхан-Саба Орбелиани, родиной которого является село Тандзия. Экспонаты музея: картины, произведения поэта, различные документы, научные труды и др.
Также в селе расположена церковь Св. Николая, построенная в 1683 году отцом Орбелиани.